# Castlehaven
Castlehaven (en irlandès Gleann Bearcháin) és una parròquia civil d'Irlanda, al comtat de Cork, a la província de Munster. Es troba a 75 kilòmetres de la ciutat de Cork, vora la costa i es compon de dos llogarets importants: Union Hall i Castletownshend.
L'àrea és coneguda en el futbol gaèlic pel club local que ha rebut honors locals i nacionals.

## Història
El nom irlandès Gleann Bearcháin ha estat anglicitzat històricament com a Glanbarighan, Glanbaraghan i Glanbarrahan.

## Esport
Castlehaven és un club de futbol gaèlic amb base a Castlehaven, comtat de Cork, República d'Irlanda. Participa en les competicions de la Cork GAA. Ha guanyat 4 Campionat Senior de Futbol de Cork en 1989,1994, 2003 i 2012.